# Ліс (фільм, 2006)
«Ліс» (англ. The Woods) — американський фільм жахів режисера Ларі МакКі. Прем'єра фільму відбулася 24 квітня 2006.

## Сюжет
Гізер потрапляє в закритий інтернат, розташований у темному лісі вдалині від цивілізації. Її відразу незлюбили всі місцеві мешканці, і в кінцевому підсумку це призводить до розладів її психіки. Але події розгортаються так, що тільки вона, всіма забутий ізгой, зможе кинути виклик силам темряви, які почали своє полювання на учениць.

## У ролях
| Актор            | Роль         |
| ---------------- | ------------ |
| Агнес Брукнер    | Гізер Фазуло |
| Емма Кембел      | Еліс Фазуло  |
| Брюс Кемпбелл    | Джо Фазуло   |
| Патріша Кларксон | Міс Треверс  |
| Рейчел Ніколс    | Саманта Вайс |

## Виробництво
Це другий фільм Патрісії Кларксон та Анджели Беттіс разом. Вони зіграли маму і дочку в телевізійній адаптації «Керрі» роману письменника Стівена Кінга.

### Знімальна група
- Режисер — Лаки МакКі
- Сценарист — Девід Росс
- Продюсер — Брайан Ферст, Шон Ферст, Марко Меліц
- Композитор — Джон Фріззелл, Джей Барнс Лакетт

### Неточності
Лекція вчителя про війну між Австрією та Францією у 1809 році — це абсурд. Незважаючи на те, що Австрія в цей час була у стані війни з наполеонівською Францією, описані умови не відповідають дійсності. Крім того, вчитель згадує німців, попри те, що німецька держава не була створена до 1871 року.
Сюжет фільму повинен розвиватися в Новій Англії (Північний Схід США), проте, коли доктор Фазуло дивиться на карту, коли група губиться, він дивиться насправді на мапу Мічигана (Середній Захід).

## Сприйняття
Оцінка на сайті IMDb — 5,7/10.